# Стивън Колбер
Стивън Тайрон Колбѐр (на английски: Stephen Tyrone Colbert) е американски актьор, писател, водещ на телевизионните предавания „The Colbert Report“ и „Късното шоу“ и бивш кандидат-президент на Съединените американски щати.

## Кариера
Обявен е от американското списание „Тайм“ през 2006 г. за една от 100-те най-влиятелни личности на годината. Произнесената на 29 април 2006 г. на приема на акредитираните към Белия дом кореспонденти в присъствието на Джордж Уокър Буш – младши благодарствена реч на Стивън Колбер, е широко отразена в международната преса като една от най-ярките критики за водената от Буш-младши вътрешна и външна американска политика. Изказването на Колбер става малко след това и един от най-презаписваните файлове от iTunes.
От 2015 г. е водещ на „Късното шоу“. Той заема мястото на оттеглелия се Дейвид Летърман.
Колбер озвучава Президента Хатауей в анимационния филм „Чудовища срещу извънземни“, както и Пол Питърсън в „Мистър Пибоди и Шърман“.

## Личен живот
Колбер е женен за Ивлин Макгий от 1993 г. Семейството има 3 деца.

## Влияние над популярната култура
Наложената от Колбер в американския печат дума „Truthiness“ – „Истина“ която не може да бъде доказана и разбрана с главата, а единствено със сърцето и стомаха е избрана от American Dialect Society на 6 януари 2006 г. за дума на 2005 година.